# František Kopšík
František Kopšík, zvaný Roček (12. listopadu 1822 Čeraz – 19. března 1915 Klenovice), byl český dudák.

## Život
František Kopšík se narodil v malé vesničce Čeraz do rodiny krejčího Vojtěcha Kopšíka a jeho ženy Anny rodem Přibylové rovněž z Čerazi. Odtud se brzy poté i s rodiči přestěhoval do Soběslavi, kde chodil do školy. Po dokončení školní docházky začal pracovat u místních sedláků jako pasák dobytka. Posléze se po vzoru svého otce vyučil krejčím a se svým řemeslem cestoval a šil šaty od statku ke statku.
Kolem roku 1840 se stal krejčovským mistrem, koupil si v Soběslavi malý domek a oženil se. Postupem času byl rovněž hostinským ve Zvěroticích, hajným v Borech u Klenovic a nakonec se přestěhoval do domu číslo 45 v Klenovicích, kde byla i hospoda, a Kopšík tu žil dlouhá léta. Od svého otce se naučil na housle a od jeho známého, poznal hru na dudy.
V roce 1891 František Kopšík hrál u "české chalupy" na výstavě v Praze. Dokonce nedlouho před svou smrtí zahrál klenovickým brancům odcházejícím roku 1914 do první světové války, a to mu již bylo třiadevadesát let. František Kopšík zemřel v Klenovicích 19. března 1915 a v neděli 21. března byl pohřben na soběslavském hřbitově. Na poslední cestě jej za zvuku hudby doprovodily celé Klenovice a mnoho zvědavců a přátel ze Soběslavi a okolí.